# Dieter Riemer
Dieter Riemer (* 29. September 1955 in Geesthacht, Kreis Herzogtum Lauenburg) ist ein deutscher Jurist, Regionalhistoriker und Fach- und Sachbuchautor.

## Biografie
Riemer kam 1962 nach Bremerhaven, wo er 1974 an der Wilhelm-Raabe-Schule Abitur machte. Nach dem Wehrdienst studierte er von 1975 bis 1980 in Kiel Rechtswissenschaft und Betriebswirtschaftslehre. Während der Referendarzeit begann er mit juristischen Veröffentlichungen.  1983 wurde Riemer beim Amtsgericht Bremerhaven, Landgericht Bremen und Landgericht Stade als Rechtsanwalt zugelassen. Er wurde Juniorpartner einer 1908 durch Bernhard Rudolph gegründeten Anwaltskanzlei. 1993 folgte die Zulassung als Notar. Als Rechtsanwalt liegen seine Schwerpunkte im Wirtschaftsrecht und Erbrecht. Riemer ist verheiratet und hat drei Kinder.
1989 entwickelte Riemer den Gedanken, dass es bei einem Wasser- oder Energieliefervertrag einen einheitlichen Erfüllungsort am Ort der Abnahme gibt. 2003 bestätigte ihn der Bundesgerichtshof, und 2006 wurde sein Gerichtsstand der Abnahmestelle mit § 22 Gasgrundversorgungsverordnung (GasGVV), § 22 Stromgrundversorgungsverordnung (StromGVV), § 28 Niederspannungsanschlussverordnung (NAV) und § 28 Niederdruckanschlussverordnung (NDAV) in das Bundesrecht übernommen.
Riemer schreibt auch justizkritische Glossen. 1995 monierte er, dass die Verpflichtung der Anwälte, auch vor den Amtsgerichten eine Robe zu tragen, auf einem Erlass Adolfs Hitlers beruhte. Seine Kritik bewog Horst Eylmann, auf eine Reform des Berufsrechts hinzuwirken. Seitdem ist es Rechtsanwälten nach § 20 Berufsordnung freigestellt, ob sie in Zivilsachen vor den Amtsgerichten eine Robe tragen oder nicht.

### Staatsgerichtshof
Im Oktober 2023 wurde Riemer durch die Bremische Bürgerschaft zum ordentlichen Mitglied des Staatsgerichtshofs der Freien Hansestadt Bremen gewählt. Er trat zum Jahresende 2024 zurück.

### Mediävistik
Neben seinem Beruf als Rechtsanwalt und Notar schrieb er bei Heinrich Schmidt in Oldenburg eine Arbeit über Lehe im Mittelalter, mit der er 1995 zum Dr. phil. promoviert wurde. Seitdem befasst er sich mit Lokal- und Regionalgeschichte im Elbe-Weser-Dreieck und dem Herzogtum Sachsen zu Zeiten der Billunger. Weitere Schwerpunkte sind der Sachsenspiegel und die Herkunft norddeutscher Fürstinnen.

## Schriften (Auswahl)
- Aktuelles Rechtslexikon für jedermann, Juristische Verfahrensabläufe und Begriffserklärungen Wiesbaden 1983, ISBN 3-88140-144-X, zusammen mit Dieter Boßmann (spätere Auflagen auch nur Rechtslexikon)
- Grafen und Herren im Erzstift Bremen im Spiegel der Geschichte Lehes Hamburg 1995, ISBN 3-923725-89-2
- Die Pipinsburg prope villam dictam Syverden Bremerhaven 2010, ISBN 978-3-86918-019-9
- Vom Leher Vogt zum Amtsgerichtspräsidenten, Gerichtsvorstände in Bremerhaven-Lehe vom Mittelalter bis heute Bremerhaven 2011, ISBN 978-3-86918-133-2, zusammen mit Uwe Lissau
- Neuwerk und seine Märchen Sievern 2012, ISBN 978-3-00-038362-5
- Burg und Kirche in Wulsdorf, Bremerhaven 2014, ISBN 978-3-931771-00-3, hrsg. zusammen mit Dieter Bischop und Nicola Borger-Keweloh
- Publikationen im Niederdeutschen Heimatblatt
  - De iserne Hinnerk. Ein von Jan Bohls festgehaltenes, plattdeutsches Märchen. In: Männer vom Morgenstern, Heimatbund an Elb- und Wesermündung e. V. (Hrsg.): Niederdeutsches Heimatblatt. Nr. 774. Nordsee-Zeitung GmbH, Bremerhaven Juni 2014, S. 4 (Digitalisat [PDF; 2,3 MB; abgerufen am 14. Juni 2019]).
  - Gerbert von Stotels „Stolze im Bruch“. Ein Herrschergeschlecht und ihre Burgen in Stotel. In: Männer vom Morgenstern, Heimatbund an Elb- und Wesermündung e. V. (Hrsg.): Niederdeutsches Heimatblatt. Nr. 789. Nordsee-Zeitung GmbH, Bremerhaven September 2015, S. 1 (Digitalisat [PDF; 377 kB; abgerufen am 3. August 2020]).